# Бернацик, Вильгельм
Вильгельм Бернацик (нем. Wilhelm Bernatzik; 18 мая 1853[…], Мистельбах, Нижняя Австрия — 26 ноября 1906, Хинтербрюль, Мёдлинг) — австрийский художник чешского происхождения.

## Биография

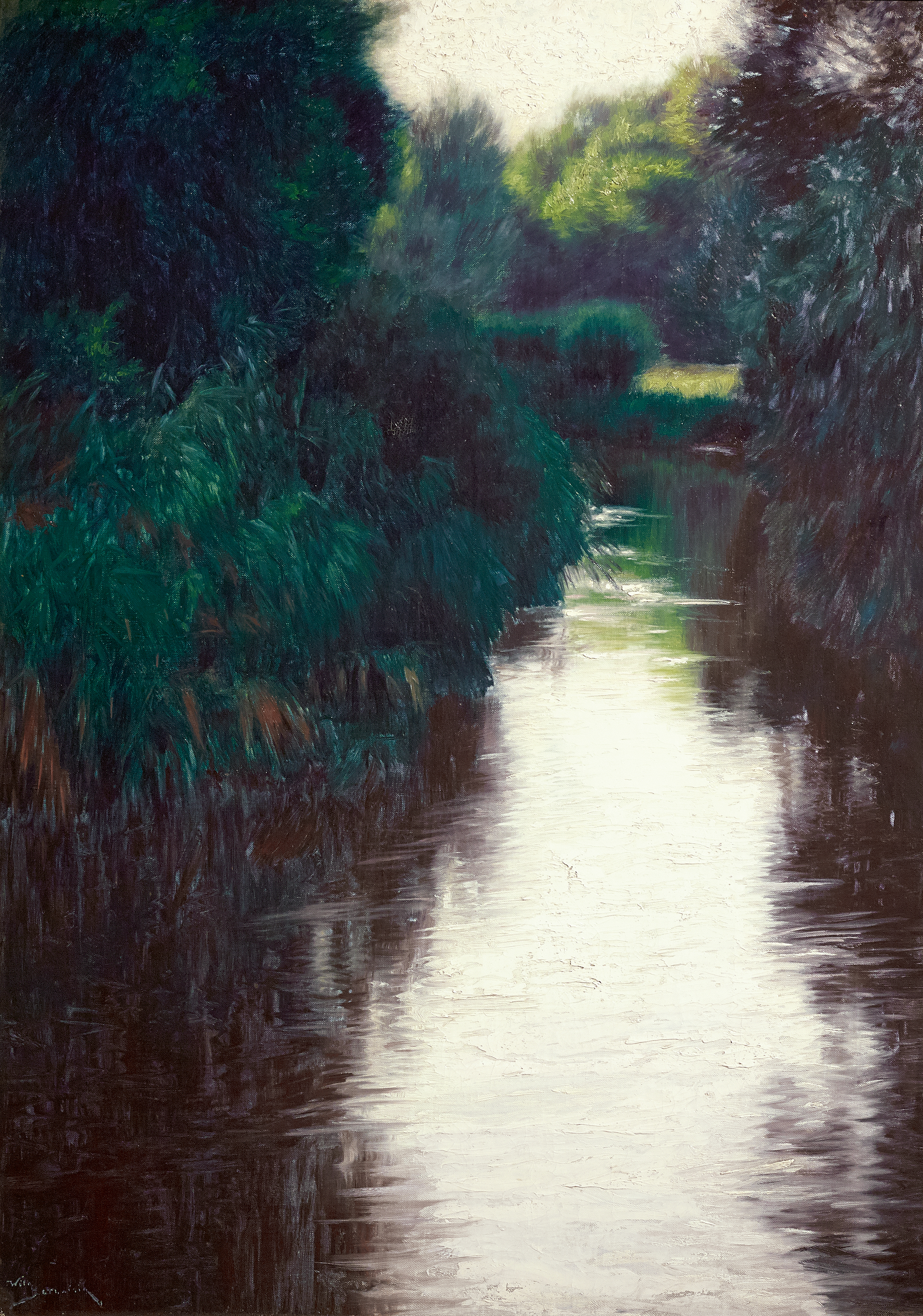
Пруд

Родился в 1853 году в Мистельбахе. Сперва изучал право, а затем, в 1873—1875 годах, живопись в Венской академии художеств. В 1875 году его успехи во время обучения были отмечены золотой медалью. В 1875—78 Бернацик жил в Дюссельдорфе, а затем отправился в Париж, где продолжил своё обучение под руководством художника-академиста Леона Бонна, причём параллельно состоялось его знакомство с живописью импрессионистов. 
Среди работ самого Бернацика можно встретить и пейзажи, и жанровые сцены, и религиозно-исторические сцены, в которых можно обнаружить влияние прерафаэлитов.
Не позднее 1880 года Бернацик вернулся в Вену, где играл значительную роль в художественной жизни города — вплоть до того, что в 1902 году стал председателем Венского сецессиона (однако уже в 1905 году, в результате разногласий с Густавом Климтом покинул Сецессион). 
Вильгельм Бернацик скончался в 1906 году в Вене и был похоронен на кладбище Хинтербрюль.

## Галерея

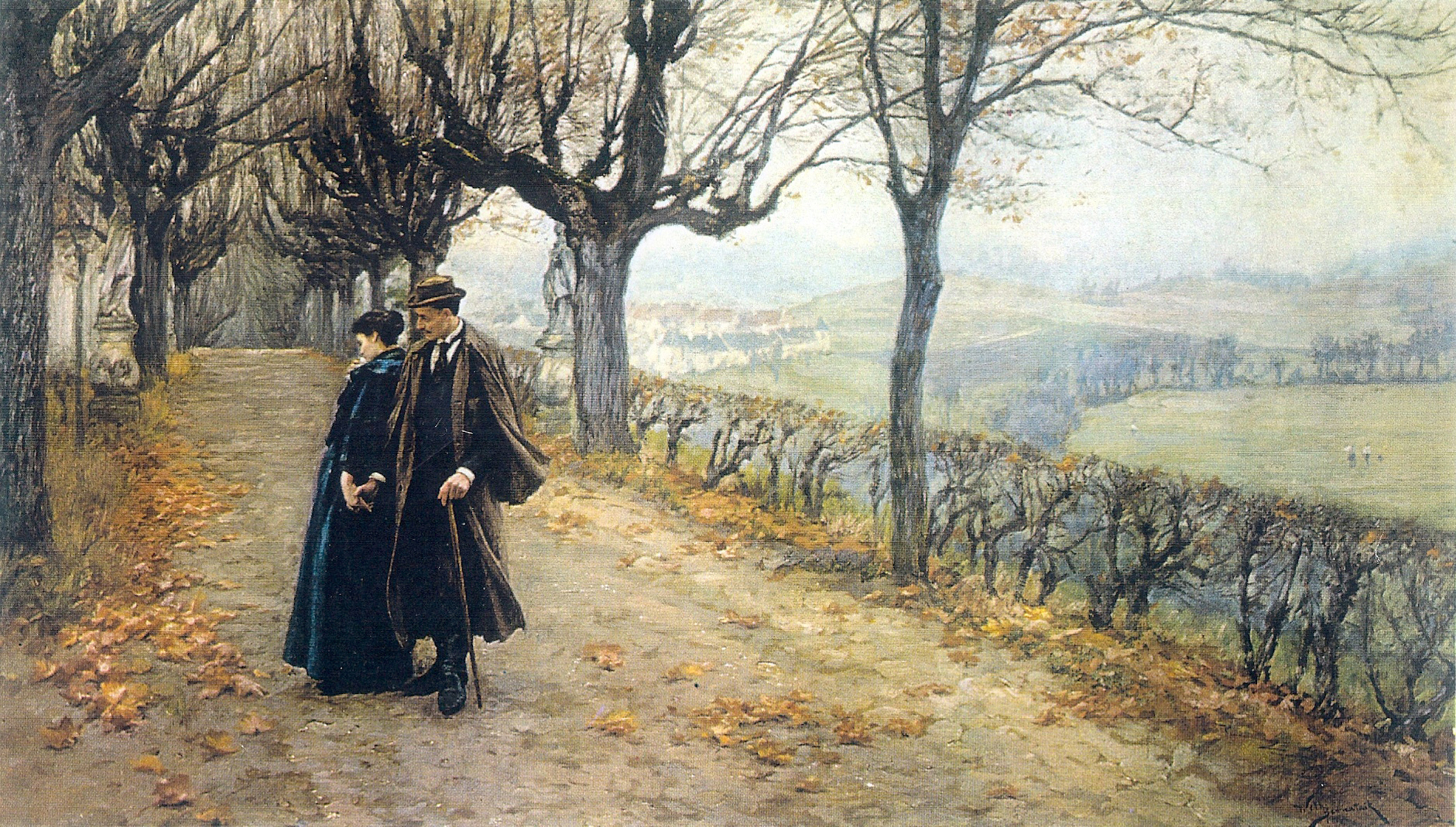
Крестный путь.
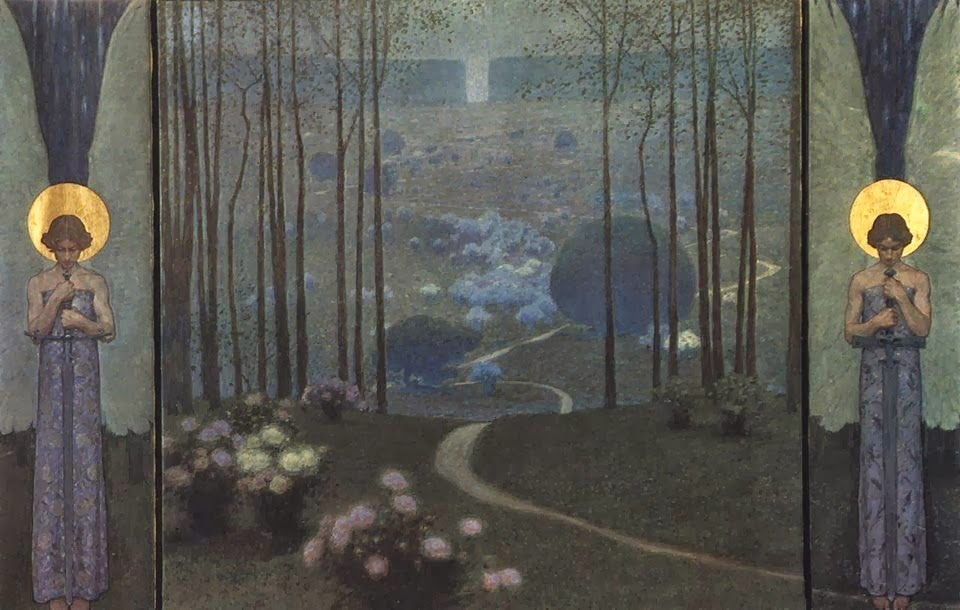
Врата рая.
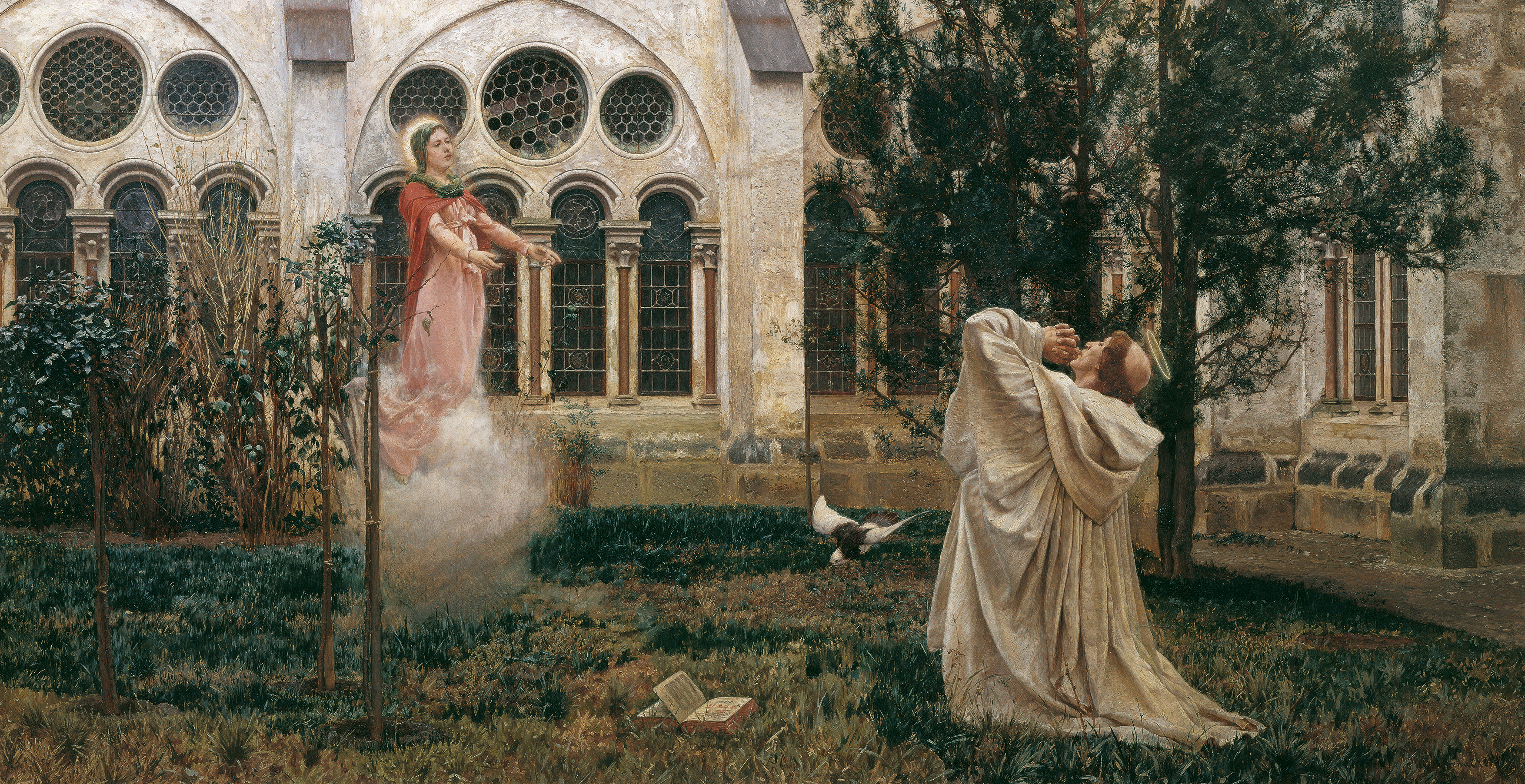
Видение святого Бернара.
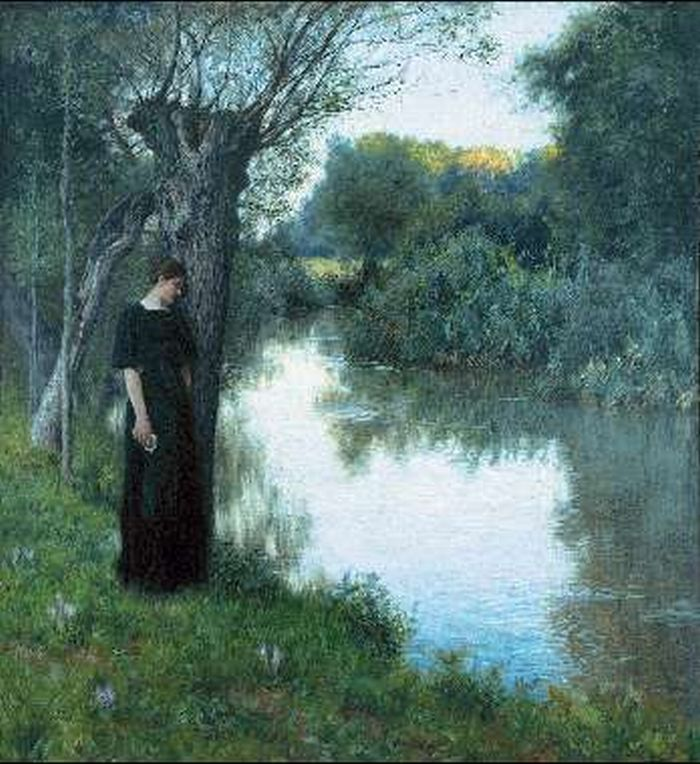
Мечтательница.
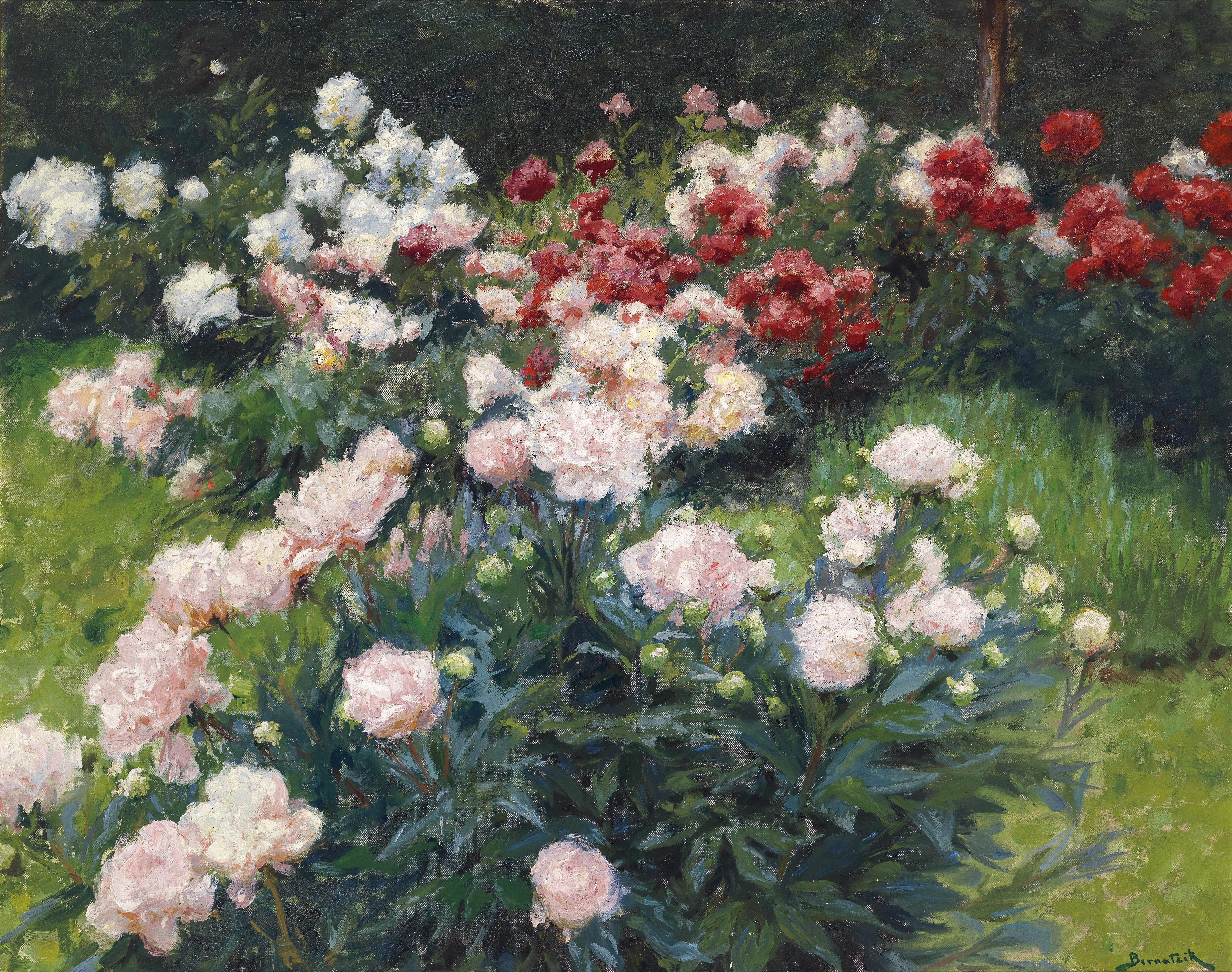
Пионы.
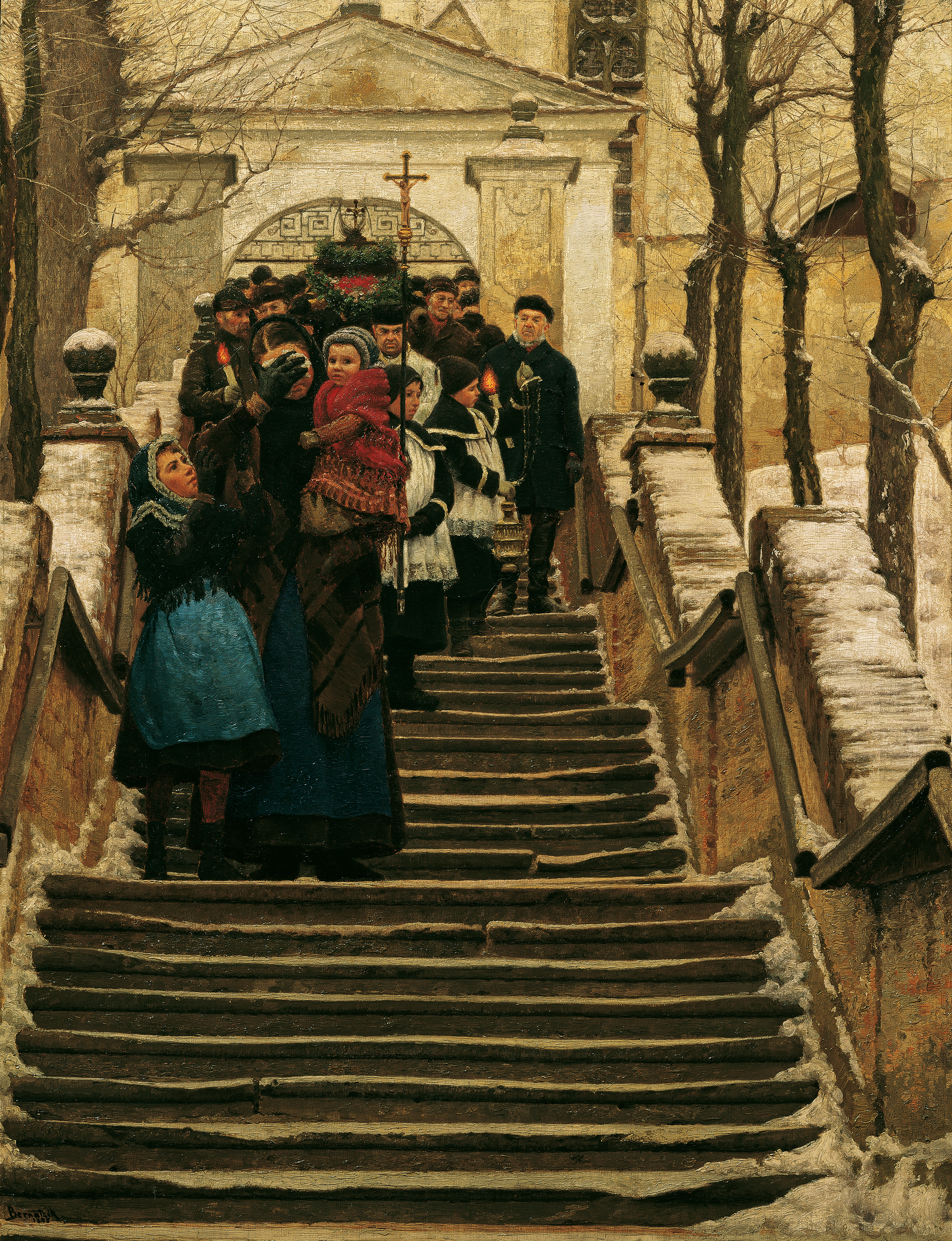
Зима.